# Economia d'Egipte

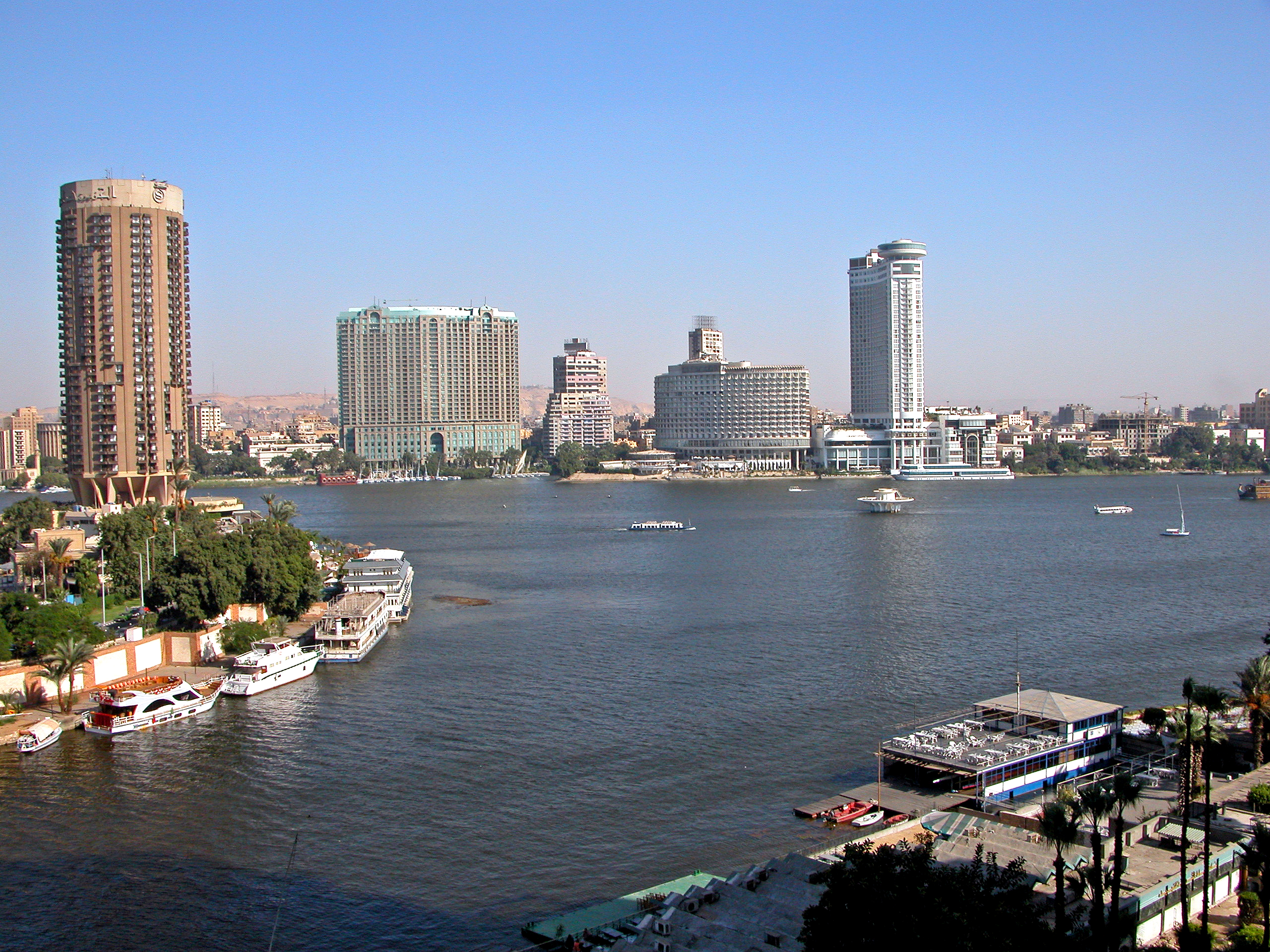
Lo Caire.

Ocupant el nord-est d'Àfrica, l'Egipte és seccionat en dos per la fèrtil vall del Nil. La seva economia era molt centralitzada durant el període del president Gamal Abdel Nasser, però es va obrir durant els governs dels presidents Anwar Sadat i Hosni Mubarak.
El govern va implantar agressives reformes entre el 2004 i el 2008 amb la intenció d'atreure la inversió estrangera i estimular el creixement, que va ser superior al 7% a l'any el 2007 i el 2008. No obstant això, el 2009 el creixement va caure per 4,7, com a resultat de la crisi financera global, que va afectar els sectors bolcats a l'exportació, especialment les manufactures i el turisme.
La moneda del país és la lliura egípcia (EGP) amb taxa de canvi de 5,6 lliures per 1 US$ el 4 de maig de 2009.